# Ouragan Dennis
Pour les articles homonymes, voir Ouragan Dennis (homonymie) et Dennis.
L’ouragan Dennis a été le 4e cyclone tropical et le 2e ouragan de la saison cyclonique 2005 sur l'océan Atlantique. Il a également été le 1er ouragan majeur (catégorie 3 ou plus) de la saison 2005. On avait déjà employé le nom Dennis en 1981, 1987, 1993 et 1999. Ce nom a été retiré des listes futures par l’Organisation météorologique mondiale (OMM) à cause des dégâts et des 88 morts qu'il a causés.

## Évolution météorologique
Vers la fin du mois de juin 2005, une onde tropicale provenant de la côte Africaine s'est déplacée vers l'ouest. Le 2 juillet, l'onde tropicale s'est organisée en une zone dépressionnaire. Le 4 juillet, traversant le sud des Petites Antilles, l'ouest de la dépression perdit son organisation en entrant dans la mer des Caraïbes. L'est du système dépressionnaire avait poursuivi son développement et devint à 18 h UTC une dépression tropicale.
Le 5 juillet, la dépression prit une direction ouest-nord-ouest et devint une tempête tropicale que le NHC nomma Dennis. Tôt le 7 juillet, le système atteignit l'intensité d'un ouragan. Rapidement, les vents soutenus à la surface atteignirent les 220 km/h, classant l'ouragan dans la catégorie 4.
Le 8 juillet, vers 2 h 45 UTC, Dennis toucha terre dans le sud-est de l'île de Cuba, près de Punta del Inglés (province de Granma). En traversant le sud-est de Cuba, le cyclone fut rétrogradé en catégorie 3. Au-dessus du golfe de Guacanayabo, il suivit une trajectoire parallèle aux côtes et remonta en catégorie 4. À 12 h UTC, on enregistra des vents soutenus à près de 240 km/h. Vers 18 h 45 UTC, l'ouragan toucha terre près de Punta Mangles Altos (province de Cienfuegos). Dennis traversa ensuite l'ouest de Cuba en s'affaiblissant considérablement.
Le 9 juillet 2005, vers 9 h UTC, l'œil du cyclone émergea dans le Golfe du Mexique, à l'est de La Havane, avec des vents soutenus à 140 km/h (de catégorie 1). Dennis s'intensifia graduellement en s'éloignant des côtes cubaines. Prenant une direction nord-nord-ouest, le cyclone reprit rapidement la catégorie 4 vers 18 h UTC. Le 10 juillet, à 12 h UTC, on enregistrait des vents soutenus à 230 km/h. Avant de frapper les côtes de Floride, Dennis perdit cependant en intensité, rejoignant la catégorie 3 et vers 19 h 30 UTC, il toucha la côte de l'île Santa Rosa, en Floride.
Poursuivant son mouvement nord-nord-ouest, Dennis traversa ensuite le sud de la Floride et de l'Alabama avant de s'affaiblir en tempête tropicale, déclenchant au moins six tornades de force F0 à F2. Le 11 juillet, le cyclone devint une dépression tropicale dans l'est de l'État du Mississippi. Le 12 juillet, les restes de Dennis suivirent la vallée de l'Ohio en direction nord-est et devinrent une dépression non-tropicale le lendemain au sud des Grands Lacs. Le 18 juillet, au-dessus de l'Ontario, la zone de basses pressions fusionna avec un système non-tropical plus important.

## Préparatifs

### Caraïbes
En Haïti , les autorités ont évacué les résidents le long du littoral, mais ont noté que beaucoup n'étaient pas obligeants. À Cuba, plus de 600 000 résidents ont été déplacés de leurs maisons vers des abris gouvernementaux ou d'autres endroits en prévision de Dennis. Toutes les écoles ont été fermées et la plupart des vols dans le pays ont été suspendus ou annulés.

### États-Unis
Aux États-Unis, les gouverneurs de Floride, d'Alabama , du Mississippi et de Louisiane ont tous déclaré l' état d'urgence. En Alabama, à 18 h HAC (23 h UTC) le 9 juillet, toutes les voies en direction sud sur l'Interstate 65 de Mobile à Montgomery, Alabama, ont été redirigée vers le nord, permettant l'évacuation sur les quatre de l'autoroute. Les résidents de toutes les parties du comté de Mobile et ceux au sud de la Interstate 10 dans le comté de Baldwin ont reçu l'ordre d'évacuer. Des ordonnances similaires ont été émises dans le Mississippi pour des parties des comtés de Jackson , Hancock et Harrison. La Croix-Rouge a déplacé 60 cantines mobiles capables de servir 30 000 repas chauds chaque jour vers les points d'arrêt de Hattiesburg et Jackson au Mississippi.
En Floride, les zones côtières du panhandle de Floride, s'étendant du comté d'Escambia au comté de Bay, furent évacuées dans les jours précédant Dennis ce qui totalisa 700 000 personnes dont 100 000 dans le seul comté d'Escambia. Environ 50 000 touristes dans les Keys ont été forcés de faire de même le 8 juillet. Les installations militaires telles que NAS Pensacola, NAS Whiting Field, Eglin AFB, Hurlburt Field et Tyndall AFB ont toutes été évacuées quelques jours avant la tempête. Ainsi à la base aérienne d'Eglin, c'est environ 20 000 militaires ont été évacués et à Hurlburt Field, qui abrite la 16e escadre d'opérations spéciales de l'US Air Force, l'évacuation obligatoire a été ordonnée pour les 15 000 aviateurs et leurs familles. La base aérienne MacDill à Tampa a déplacé ses avions vers la base aérienne McConnell près de Wichita, Kansas. À cause des évacuations, plus de 200 camions ont dû fournir environ 1,8 million de gallons d'essence.
Les responsables de la Croix-Rouge ont ouvert 87 abris à travers la Floride qui ont pu accueillir environ 14 000 personnes évacuées. Des gardes nationaux ont été mobilisés et quatre équipes médicales d'urgence, chacune capable de mettre en place un petit hôpital de campagne, étaient en attente.

## Impact
| Pays       | Morts | Dommages (millions $US) | Réf.   |
| ---------- | ----- | ----------------------- | ------ |
| Haiti      | 56    | 50                      | ,      |
| Jamaïque   | 1     | >34,5                   | ,      |
| Cuba       | 16    | 1 400                   | [ 1 ]  |
| États-Unis | 15    | 2 500                   | [ 15 ] |
| Total      | 88    | 3 984,5                 |        |

### Haïti et les Antilles
Les fortes pluies des bandes extérieures de Dennis ont provoqué des inondations et des glissements de terrain généralisés en Haïti. Les torrents qui en ont résulté ont tué au moins 56 personnes, dont 16 dans l'effondrement d'un pont à Grand-Goâve, blessé 36 autres et laissé 24 autres disparus,,. D'importants dégâts matériels ont été subis dont 929 maisons détruites et 3 058 autres endommagées, laissant 1 500 familles sans abri. Les dommages ont totalisé 50 millions de dollars américains.
Dennis a apporté des pluies torrentielles en Jamaïque, avec des accumulations culminant à 623 mm) à Mavis Bank, un événement de période de retour de 50 ans. Des crues soudaines généralisées se sont ensuivies, endommageant ou détruisant de nombreuses maisons et entreprises. Le débordement de plusieurs rivières a provoqué des évacuations dans plusieurs villes et laissé de nombreuses personnes isolées. Les paroisses Saint Thomas et Portland ont été les plus durement touchées. Une personne est décédée en Jamaïque et les dommages ont dépassé 34,5 millions de dollars américains,,.
De là, la tempête s'est déplacée vers Cuba, faisant 16 morts et 1,4 milliard de dollars de dommages, aplatissant des maisons, abattant des arbres et des lignes électriques. Dennis fut plus destructeur que Charley de l'année précédente et les fortes pluies tombées à travers le pays, avec des quantités atteignant 1 092 millimètres, firent de Dennis la tempête la plus pluvieuse et intense à frapper l'île depuis l'ouragan Flora de 1963. Selon les météorologues cubains, une rafale allant jusqu'à 240 km/h a été détectée à Cienfuegos, 85 % des lignes électriques étaient en panne et des dommages importants à l'infrastructure de communication se sont produits. Le gouvernement cubain a signalé que 120 000 maisons ont été endommagées, dont 15 000 entièrement détruites. Les industries des agrumes et des légumes ont également été dévastées, les principales régions agricoles de Cuba ayant été les plus durement touchées. Néanmoins, Fidel Castro a publiquement refusé l'aide américaine après la tempête pour protester contre l'embargo commercial américain en cours contre Cuba, déclarant que « s'ils offraient 1 milliard de dollars, nous dirions non ».

### États-Unis
Les autorités ont rapporté trois morts directement reliés au cyclone Dennis en sol américain. Au moins 12 autres décès sont liés indirectement à l'ouragan. L’Insurance Information Institute a estimé les dommages assurés aux propriétés américaines à 920 millions de dollars. Considérant les dommages non-assurés, on a estimé le coût total de Dennis aux États-Unis à 1,84 milliard de dollars. Cependant le National Hurricane Center a mis à jour à 2,5 milliards $US en 2011. Le cyclone a laissé 680 000 clients sans électricité dans quatre États du Sud. Dennis a aussi causé au moins 10 tornades mais seulement une a atteint l'intensité F1 dans l'échelle de Fujita.

#### Floride

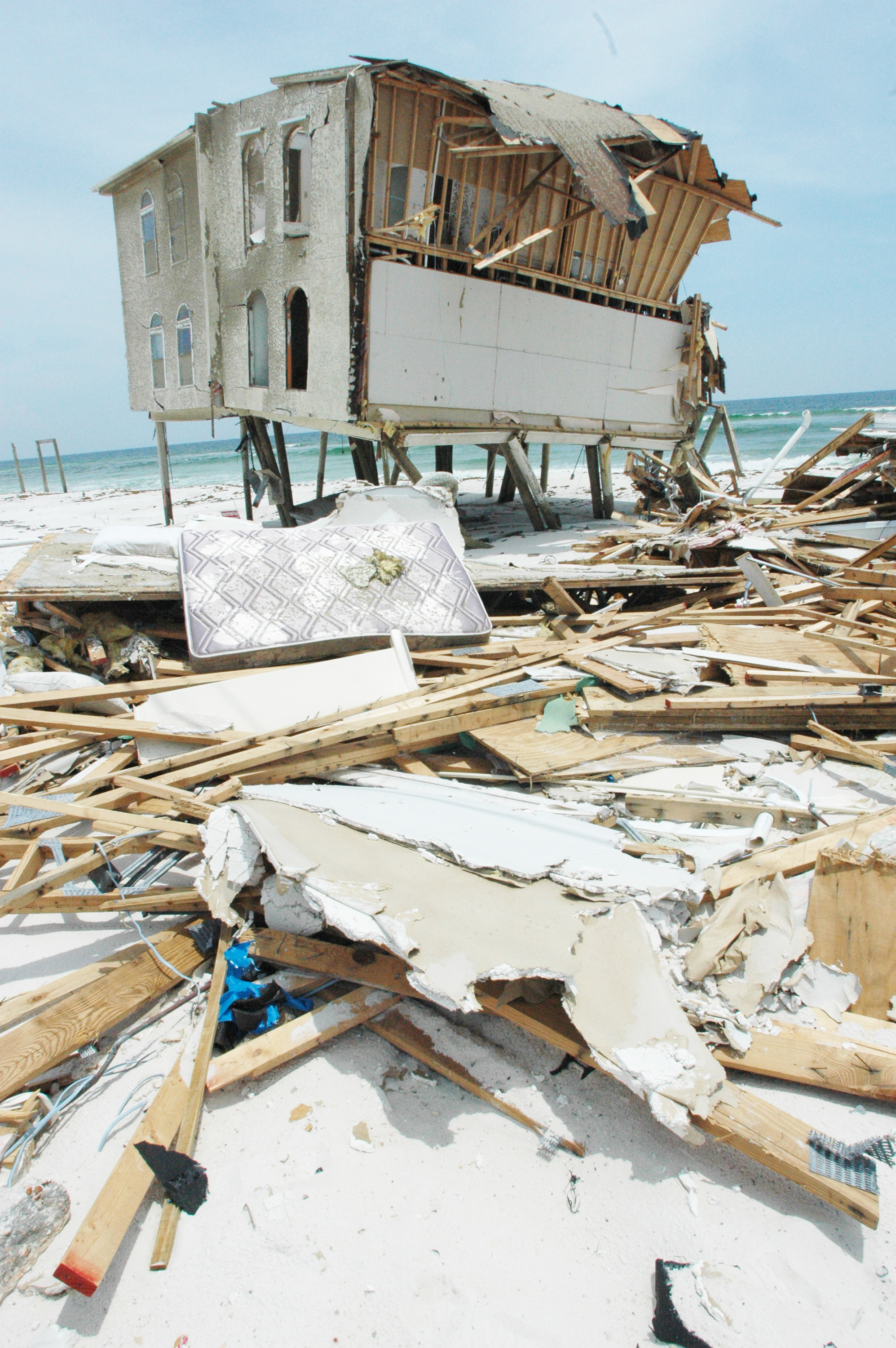
Une maison sur mer très endommagée par Dennis à Navarre (Floride).

Au plus fort de la tempête, Dennis a produit une onde de tempête atteignant 2,7 m dans la baie Apalachee et 2,1 m sur le panhandle de Floride. Dans le sud, les dégâts se sont principalement limités aux rafales modérées qui ont emporté certaines structures comme plusieurs feux de circulation le long de la route US 1 vers les Keys de Floride.
Les dommages étaient pour la plupart mineurs et limités aux bandes de pluie extérieures et aux tornades sur le centre de la Floride. Dans la région de Tampa, plusieurs tornades auraient touché le sol causant des dommages mineurs tels que des arbres abattus et des lignes électriques.
Les dommages les plus importants se sont produits sur le Panhandle. À la plage de Navarre, des vents soutenus de 158 km/h ont été signalés avec une rafale de pointe de 195 km/h, tandis qu'une tour de l'aéroport de Pensacola a signalé des vents soutenus de 132 km/h et une rafale de 154 km/h. Milton a reçu 180 mm de pluie, le total le plus élevé en Floride.
Il y a eu deux décès directs en Floride  : une personne s'est noyée dans un bateau qui a coulé au large des Keys  et une autre s'est noyée en surfant à Dania Beach. De plus, on rapporta 12 décès indirects : deux par électrocution, deux par empoisonnement au monoxyde de carbone, quatre dans des accidents d'automobile, deux dans des chutes pendant le nettoyage et deux dans des causes naturelles imputables au stress.

#### Alabama, Géorgie, Mississippi

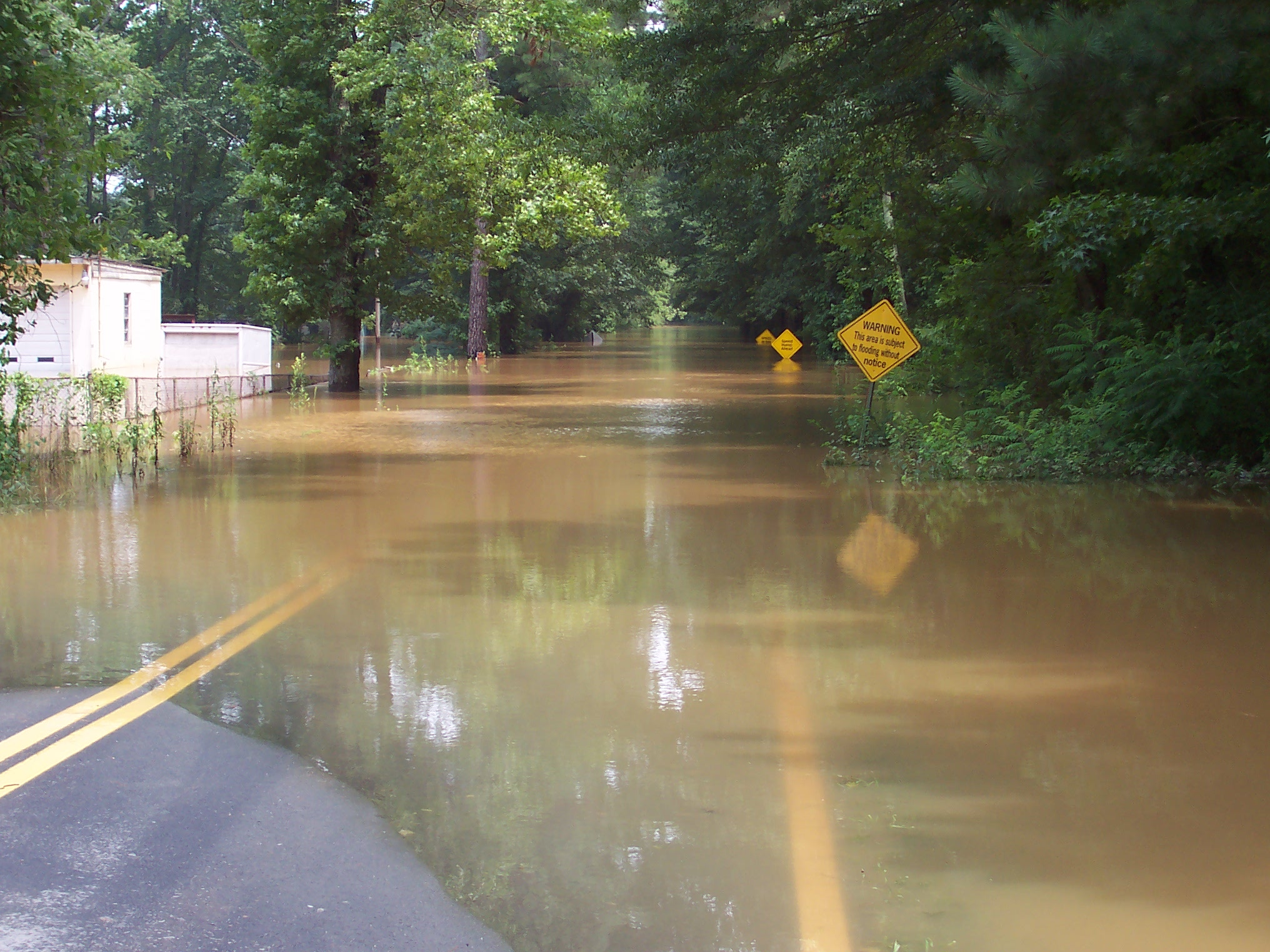
Inondations à Lithia Springs, comté de Douglas (Géorgie).

En Alabama, les vents soutenus ont atteint la force minimale d'un ouragan à l'intérieur de l'État. Au total, 280 000 personnes ont subi des pannes de courant pendant la tempête. Aucun décès ne fut rapporté dans l'État, bien que Dennis ait causé trois blessures et les dommages totaux se sont élevés à 127 millions de dollars, principalement en raison de dommages structurels. Les cultures de coton ont également subi de graves dommages.
Dans le Mississippi, les dommages n'étaient pas aussi graves qu'on l'avait prévu auparavant. Un surcote de 0,6 à 1,2 m au-dessus de la normale a été signalée. Les précipitations ont moyenné entre 25 et 127 mm et une pression barométrique minimale de 994,2 hPa a été signalée près de Pascagoula. Les rafales de vent ont culminé à 95 km/h provoquant le déracinement ou la rupture de plusieurs centaines d'arbres, endommageant un total de 21 maisons et entreprises.
La tempête a laissé tomber plus de 250 mm de pluie dans certaines régions de l'Alabama et de la Géorgie. Certaines parties de la Géorgie, qui avaient reçu de fortes pluies quelques jours plus tôt à cause de l'ouragan Cindy, ont subi de fortes inondations et des crues soudaines ont été signalées à la périphérie de la région métropolitaine d' Atlanta. Un homme a été tué par la chute d'un arbre près d'Atlanta.

## Retrait
Le nom Dennis a été retiré de la liste des noms de cyclones de l'océan Atlantique à la demande des États-Unis lors de la réunion annuelle du comité sur les tempêtes tropicales de l’OMM. Il sera remplacé par « Don » en 2011.